# When John Brought Home His Wife
When John Brought Home His Wife è un cortometraggio muto del 1913 diretto da Arthur V. Johnson e prodotto dalla Lubin.

## Produzione
Il film fu prodotto dalla Lubin Manufacturing Company.

## Distribuzione
Distribuito dalla General Film Company, il film - un cortometraggio in una bobina - uscì nelle sale statunitensi il 13 marzo 1913.